# Hans Globke

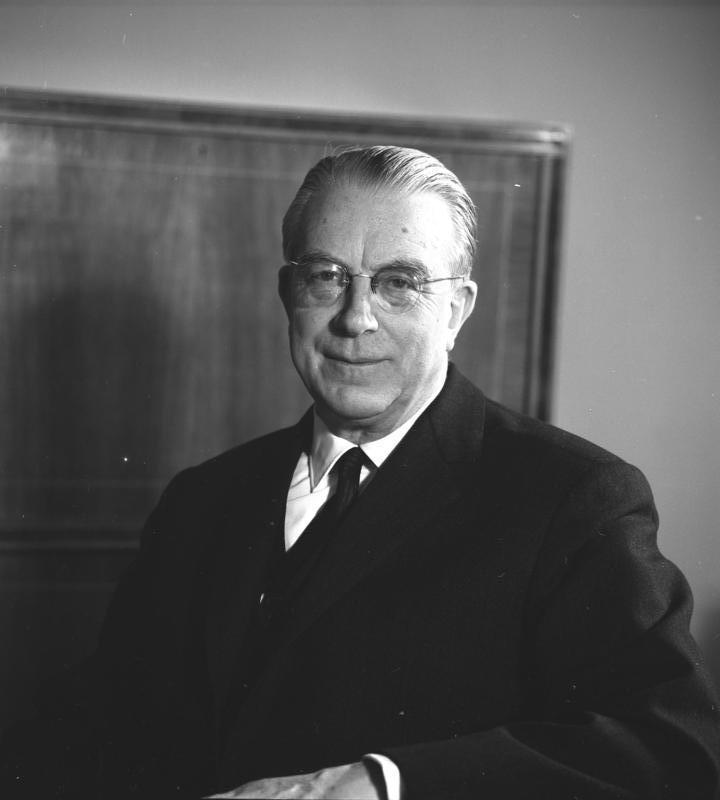
Hans Globke (1963)

Hans Josef Maria Globke (* 10. September 1898 in Düsseldorf; † 13. Februar 1973 in Bonn) war ein deutscher Verwaltungsjurist, der während der Weimarer Republik und der Zeit des Nationalsozialismus im preußischen und im Reichsinnenministerium tätig war und von 1953 bis 1963 als Chef des Bundeskanzleramts unter dem Kanzler Konrad Adenauer wirkte. Er ist das prominenteste Beispiel für die Kontinuität der Verwaltungseliten zwischen dem „Dritten Reich“ und der frühen Bundesrepublik Deutschland.
Bereits während der Weimarer Republik wirkte Globke federführend an einer antijüdischen Änderung des Namensrechts mit, die der nationalsozialistischen Rassengesetzgebung den Weg bereitete. In der NS-Zeit war er Mitverfasser und Kommentator der Nürnberger Rassengesetze und verantwortlicher Ministerialbeamter für die Namensänderungsverordnung von 1938, durch die Juden als solche erkennbar gemacht und stigmatisiert werden sollten.
In der Adenauer-Ära war Globke als „graue Eminenz“ und engster Vertrauter des Kanzlers verantwortlich für Personalpolitik, Kabinettsarbeit, die Einrichtung und Kontrolle von Bundesnachrichtendienst und Verfassungsschutz sowie für Fragen der CDU-Parteiführung. Zu seinen Lebzeiten wurde sein Einsatz für die nationalsozialistische Diktatur nur teilweise bekannt. Im In- und Ausland wurde er deshalb immer wieder scharf angegriffen, von der Bundesregierung, dem BND und der CIA aber stets geschützt.

## Leben

### Herkunft und Studium (1898 bis 1929)
Hans Globke wurde 1898 als Sohn des Tuchgroßhändlers Josef Globke (1856–1920) und dessen Frau Sophie, geb. Erberich (1872–1954), in Düsseldorf geboren. Der Vater stammte aus der Nähe von Danzig in Westpreußen, war aber berufsbedingt früh ins Rheinland gezogen; Globkes Mutter stammte aus einer alteingesessenen Düsseldorfer Familie. Kurz nach Globkes Geburt zog die Familie nach Aachen. Nach dem Abitur am Kaiser-Karls-Gymnasium am 15. November 1916 trat er in den Kriegsdienst ein und diente bis zum Ende des Krieges im Feldartillerie-Regiment 56 an der Westfront.
Unmittelbar nach Kriegsende studierte Globke von 1919 bis 1921 Rechts- und Staatswissenschaften an den Universitäten von Bonn und Köln. Am 21. Mai 1921 bestand er die 1. juristische Prüfung. Er war seit 1917 Mitglied der katholischen Studentenverbindung Bavaria Bonn im CV. Globke promovierte im Mai 1922 an der Universität Gießen über Die Immunität der Mitglieder des Reichstages und der Landtage bei Hans Gmelin. 1922 trat er als praktizierender Katholik der Zentrumspartei bei, der er bis zu deren Auflösung im Juli 1933 angehörte.
Globke wurde im April 1924 Gerichtsassessor. Ab dem 4. Mai 1925 arbeitete er bei der Polizeiverwaltung Aachen; am 1. März 1925 wurde er zum preußischen Regierungsassessor (Beamter auf Lebenszeit) ernannt und damit in die innere Staatsverwaltung übernommen.

### Beginn der Karriere als Ministerialbeamter (1929 bis 1933)
Globke wurde am 29. November 1929 Regierungsrat im preußischen Innenministerium. Dort bearbeitete er unter anderem die Themengebiete Standesämter, Namensänderungen, Saarfragen, Entmilitarisierung des Rheinlandes und Folgen des Friedensvertrages von Versailles.
Von den personellen Säuberungen der preußischen Ministerialbürokratie durch die Regierung Papen, die nach dem Staatsstreich in Preußen vom 20. Juli 1932 republikanisch orientierte Beamte entfernte, war Globke nicht betroffen. Im Gegenteil, er wurde am 12. August 1932 zum Leiter des Verfassungsreferats in der Abteilung I berufen. Zu dieser Abteilung gehörte auch das Personenstandsreferat, dem die Regelung von Namensänderungsangelegenheiten zugeordnet war. Unter Globkes Federführung entstand im Oktober 1932 die „Verordnung über die Zuständigkeit zur Änderung von Familiennamen und Vornamen vom 21. November 1932“. Diese Verordnung knüpfte an die im preußischen Innenministerium bereits 1909 und 1921 formulierten restriktiven Grundsätze zur Behandlung jüdischer Namensänderungen an, stellte diese Änderungen aber nun offen in den Kontext einer antijüdischen Grundhaltung. In dem von Globke herausgegebenen Runderlass zum Namensrecht hieß es, jede Namensänderung beeinträchtige „die Erkennbarkeit der Herkunft aus einer Familie“, erleichtere „die Verdunkelung des Personenstandes“ und verschleiere „die blutmäßige Abstammung“. Für den Historiker Manfred Görtemaker und den Strafrechtler Christoph Safferling gehörte Globke „damit bereits in der Weimarer Republik zu den Wegbereitern der späteren Rassengesetzgebung“.

### Globkes Tätigkeit in der Zeit des Nationalsozialismus (1933 bis 1945)
Nach der Machtübernahme der Nationalsozialisten Anfang 1933 war Globke an der Ausarbeitung einer Reihe von Gesetzen beteiligt, die auf die Gleichschaltung der Rechtsordnung Preußens mit dem Reich abzielten. Am 1. Dezember 1933 wurde er zum Oberregierungsrat ernannt. Globke äußerte später, diese Beförderung sei zuvor wegen seiner im Ministerium bekannten Zweifel an der Rechtmäßigkeit des sogenannten Preußenschlags von 1932 zeitweilig zurückgestellt worden.
Nach der Vereinigung des Preußischen Innenministeriums mit dem Reichsinnenministerium wurde Globke ab 1. November 1934 als Referent in das neu gebildete Reichs- und Preußische Ministerium des Innern unter Minister Wilhelm Frick übernommen, wo er bis 1945 tätig war. Im Juli 1938 erfolgte letztmals in der NS-Zeit eine Beförderung Globkes, diesmal zum Ministerialrat.
1934 heiratete er Augusta Vaillant. Das Ehepaar hatte zwei Söhne und eine Tochter.

#### Maßnahmen zur Ausgrenzung und Verfolgung von Juden
In seiner Tätigkeit ab 1934 war Globke weiterhin hauptsächlich für Namensänderungen und Personenstandsfragen verantwortlich; ab 1937 kam der Aufgabenbereich Internationale Fragen auf dem Gebiet des Staatsangehörigkeitswesens und Optionsverträge hinzu. Als Korreferent beschäftigte er sich auch mit „Allgemeinen Rassefragen“, „Ein- und Auswanderungen“ und Angelegenheiten im Zusammenhang mit dem antisemitischen „Blutschutzgesetz“. Globkes Wirken umschloss auch die Erarbeitung von Vorlagen und Entwürfen für Gesetze und Verordnungen. In diesem Zusammenhang war er führend beteiligt an der Vorbereitung der Ersten Verordnung zum Reichsbürgergesetz vom 14. November 1935, dem Gesetz zum Schutze der Erbgesundheit des deutschen Volkes vom 18. Oktober 1935 und dem Personenstandsgesetz (3. November 1937). Das „J“, das in Pässe von Juden eingeprägt wurde, hatte Globke mit konzipiert.

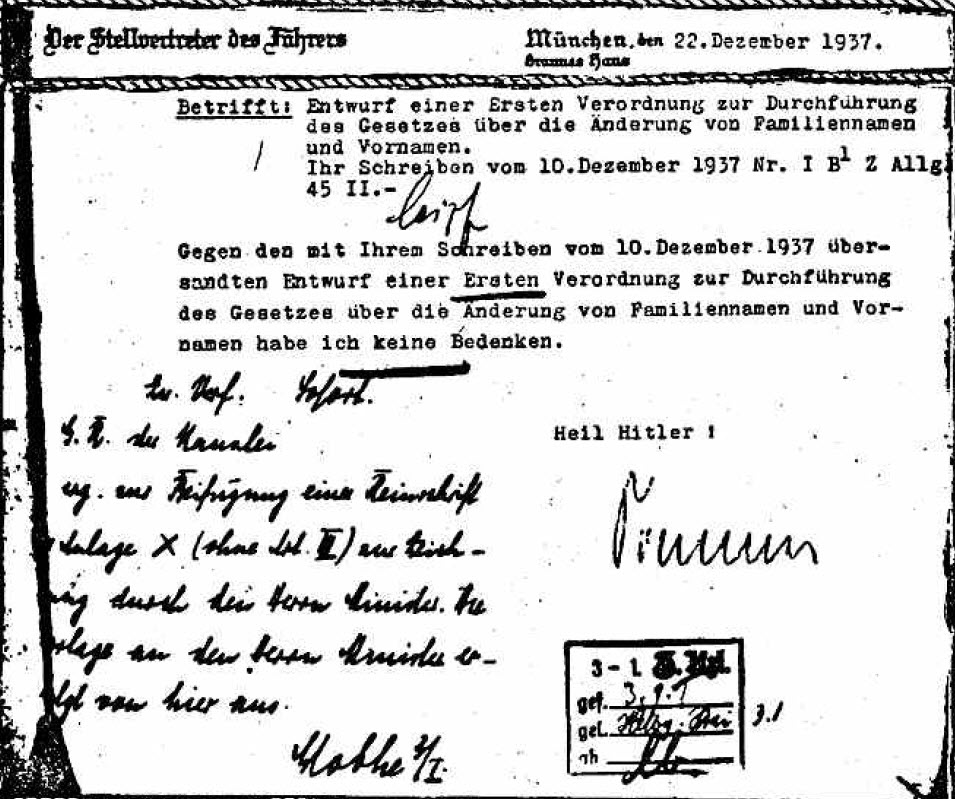
Hans Globkes Entwurf für eine Durchführungsverordnung zur Änderung von Familiennamen vom 10. Dezember 1937 wird von Walther Sommer freigegeben.

In Globkes Verantwortung fiel die Vorbereitung von Gesetzeskommentaren und -erläuterungen für seine Aufgabengebiete. 1936 gab er gemeinsam mit seinem Vorgesetzten, Staatssekretär Wilhelm Stuckart, einen Kommentar zu den Nürnberger Gesetzen und deren Ausführungsverordnungen heraus. Für die Interpretation der Nürnberger Rassengesetze erlangte dieser Kommentar große Bedeutung, weil er mit 267 Seiten umfangreicher war als der etwas früher erschienene Kommentar von Bernhard Lösener/Friedrich Knost und aufgrund Stuckarts Autorenschaft „parteinäher“ erschien. Zwar erreichte der Stuckart/Globke nur eine Auflage, wurde aber von den Gerichten bevorzugt. Im Ministerialblatt der inneren Verwaltung wurde die Mitwirkung der beiden Verfasser an der „Rassengesetzgebung“ betont und der Kommentar quasi für verbindlich erklärt. Der Kommentar war somit autoritativ für die Klärung zentraler Fragen jüdischer Staatsbürgerschaft, Rechtsstellung, Ehehindernissen und „Rassenschande“.
Ursprünglich sollte Globke nur die eherechtlichen Fragen kommentieren. Den restlichen Teil wollte Stuckart selbst übernehmen, erkrankte jedoch für längere Zeit, so dass Globke den Kommentar Stuckart/Globke schließlich allein verfasste. Stuckart schrieb dann lediglich die umfangreiche Einleitung. Globkes spätere Verteidiger verwiesen in diesem Zusammenhang darauf, dass er nicht für die rassistische Wortwahl Stuckarts verantwortlich zu machen sei und sein Gesetzeskommentar im Vergleich zu späteren Kommentaren die Nürnberger Gesetze eng auslege. Dies habe sich in Einzelfällen, insbesondere bei sogenannten Mischehen, als günstig für die Betroffenen erwiesen. Den Begriff der Rassenschande allerdings dehnten Stuckart und Globke in ihrem Gesetzeskommentar aus, indem sie ihn über den Geschlechtsverkehr hinaus auf „beischlafähnliche Handlungen“ erweiterten. In den ersten fünf Jahren nach Erlass des „Blutschutzgesetzes“ wurden bis 1940 insgesamt 1911 Personen wegen „Rassenschande“ verurteilt.

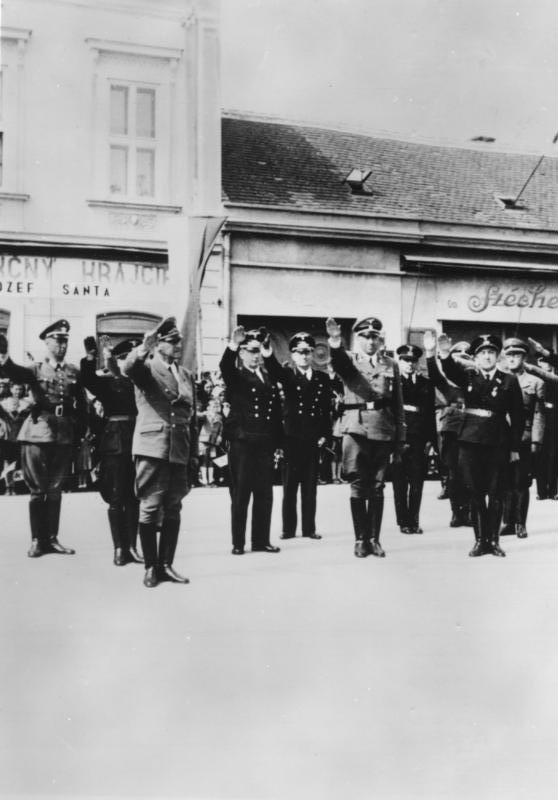
Globke, Wilhelm Frick und Wilhelm Stuckart, 1941 in der Slowakei

Globke verfasste auch das Gesetz über die Änderung von Familiennamen und Vornamen vom 5. Januar 1938, die Namensänderungsverordnung vom 17. August 1938 und die zugehörigen Ausführungsverordnungen. Danach mussten Juden, die keinen der in einer anhängenden Liste aufgeführten Vornamen trugen, ihrem eigenen einen zweiten Vornamen hinzufügen: „Sara“ bei Frauen und „Israel“ bei Männern. Die Liste der männlichen Vornamen begann mit Abel, Abieser, Abimelech, Abner, Absalom, Ahab, Ahasja, Ahasver und so fort. Teilweise waren die Namen auf der Liste frei erfunden oder strittig ausgewählt. Es ist unklar, ob dies auf die Absicht zurückzuführen ist, Juden zusätzlich herabzusetzen, oder ob es sich um Fehler und Ungenauigkeiten handelte. Sofern sie damals unter deutschen Juden besonders verbreitet waren, wurden selbst die Namen christlicher Heiliger auf diese Liste gesetzt, z. B. „Isidor“, der Name des Kirchenvaters Isidor von Sevilla oder des Heiligen Isidor von Madrid, des Patrons vieler süddeutscher Dorfkirchen. Globke schuf mit der Erfassung der als jüdisch angesehenen Bevölkerung die verwaltungstechnischen Voraussetzungen für den Ende 1941 beginnenden Holocaust.
Dass diese Vorgaben bis zur Vernichtung der jüdischen Minderheit radikalisiert wurden, war Globke vollständig bewusst. Im Wilhelmstraßen-Prozess sagte er als Zeuge der Anklage gegen den dort angeklagten Stuckart aus und erklärte in diesem Zusammenhang, gewusst zu haben, „daß die Juden massenweise umgebracht wurden.“ Er habe „zu jener Zeit“ gewusst, dass „die Ausrottung der Juden systematisch betrieben wurde“, wenngleich, gab er einschränkend an, „nicht, daß sie sich auf alle Juden bezog.“
Am 20. November 1938 unterzeichnete Globke als Vertreter des Reichsinnenministeriums den Vertrag über Staatsangehörigkeits- und Optionsfragen mit der Tschechoslowakei, der im Gefolge des Münchner Abkommens und der Angliederung des Sudetenlandes an Deutschland die Frage der Staatsangehörigkeit regelte. Dabei fand der Begriff der „deutschen Volkszugehörgkeit“ Verwendung, der erst infolge der Errichtung des Protektorat Böhmen und Mähren endgültig definiert wurde. Zwar wurden bereits vor 1910 im Sudetenland Ansässigen „deutscher Volkszugehörigkeit“, die tschechoslowakische Staatsangehörige geworden waren, qua „objektiver“ Eigenschaft zu Deutschen erklärt. Aber gemäß der nationalsozialistischen Lehre stellte die „Rasse“ dabei eine unüberwindbare Grenze dar. „Personen artfremden Blutes, insbesondere Juden und Zigeuner“, so erläuterte Globke die Regelungen im Februar 1939 in der Zeitschrift für osteuropäisches Recht, „sind jedoch niemals deutsche Volkszugehörige, auch wenn sie sich etwa bisher in der Tschecho-Slowakei zur deutschen Nationalität gerechnet haben sollten.“ Das Staatsangehörigkeitsrecht wurde damit als Mittel einer „ethnischen Entmischung“ eingesetzt.

#### Tätigkeit während des Krieges (1939 bis 1945)
Bei Kriegsbeginn war Globke im Reichsministerium des Innern auch für die neuen deutschen Reichsgrenzen im Westen zuständig. Dafür unternahm er mehrfach Reisen in eroberte Gebiete. Wie der Historiker Peter Schöttler vermutet, war er im Juni 1940 wohl auch der Verfasser einer Denkschrift an Hitler, mit der Stuckart eine weitgehende Annexion ostfranzösischer und belgischer Gebiete vorschlug, womit die Deportation von etwa 5 Millionen Menschen verbunden gewesen wäre.

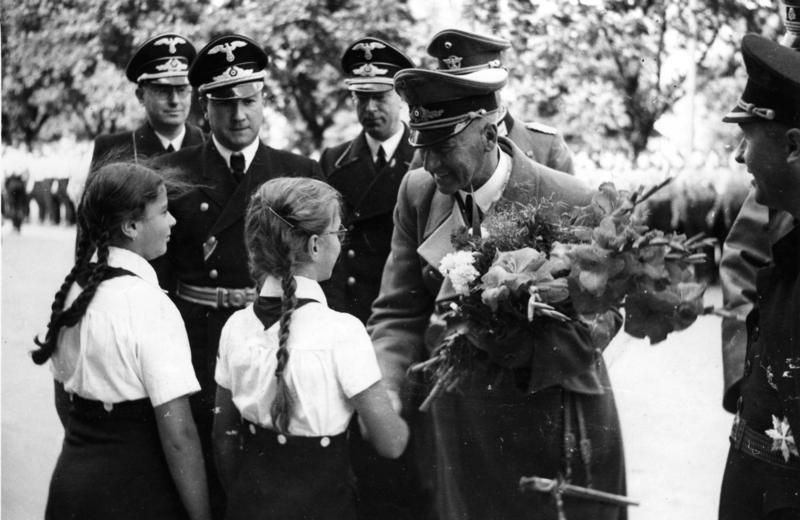
Hanns Ludin, Globke (links hinter Frick) und Frick, Bratislava, Slowakei, September 1941

Anfang September 1941 begleitete Globke Innenminister Frick und Staatssekretär Stuckart bei einem offiziellen Besuch in der Slowakei, die damals ein Satellitenstaat des Deutschen Reichs war. Kurz nach diesem Besuch gab die Regierung der Slowakei die Einführung des sogenannten Judenkodex bekannt, der die Rechtsgrundlage für die späteren Enteignungen und Deportationen der slowakischen Juden schuf. Globke bestritt 1961 jeden Zusammenhang zwischen den beiden Ereignissen und den Vorwurf, er habe an der Entstehung des Kodex mitgewirkt. Eindeutige Belege dafür konnten in der Tat nie beigebracht werden.
Laut CIA-Unterlagen war Globke möglicherweise auch für die Deportation von 20.000 Juden aus Nordgriechenland in deutsche Vernichtungslager in Polen mitverantwortlich.
Globke stellte einen Antrag auf Mitgliedschaft in der NSDAP, der aber wegen seiner früheren Zugehörigkeit zur Deutschen Zentrumspartei 1943 endgültig abgelehnt wurde. Andrerseits unterhielt er Kontakte zu militärischen und zivilen Kreisen des Widerstandes: Er war Informant des Berliner Bischofs Konrad Graf von Preysing und Mitwisser der Staatsstreichvorbereitungen durch die Hitler-Gegner um Carl Friedrich Goerdeler und Ludwig Beck. Nach Zeugnissen von Jakob Kaiser und Otto Lenz war Globke für den Fall, dass der Sturz des nationalsozialistischen Regimes gelungen wäre, für einen gehobenen Ministerialposten in einer von Goerdeler gebildeten Reichsregierung vorgesehen. Es fand sich jedoch nie ein Beleg für Globkes spätere Behauptung, die Nationalsozialisten hätten ihn noch 1945 verhaften wollen, seien daran aber durch das Vorrücken der Alliierten gehindert worden.

### Nachkriegszeit (1945 bis 1949)
Nach dem Ende des Zweiten Weltkriegs wurde Globke zunächst bis Ende 1945 in einem US-amerikanischen Lager für Ministerialbeamte interniert. Anschließend trat er als Rechtsberater in den Dienst der britischen Militärregierung. Am 1. Juli übernahm er das Amt des Stadtkämmerers in Aachen. Im selben Jahr wurde er Mitglied der CDU.
Bei seiner Entnazifizierung gab Globke an, er sei im Widerstand gegen den Nationalsozialismus gewesen, und wurde von der Spruchkammer daher am 8. September 1947 in die Kategorie V (unbelastet) eingeordnet. Im Entnazifizierungsverfahren halfen ihm Entlastungszeugnisse etwa von Konrad Kardinal von Preysing, Jakob Kaiser und Otto Lenz. Durch seine Zeugenaussagen in den Nürnberger Prozessen hatte Globke zudem die Protektion des US-Anklägers Robert Kempner gewonnen, den er bereits aus gemeinsamer Zeit im preußischen Innenministerium kannte. Globke war beim Wilhelmstraßen-Prozess sowohl Zeuge der Verteidigung als auch Zeuge der Anklage. Im Prozess gegen Stuckart sagte er als Zeuge der Anklage aus: „Ich wußte, daß die Juden massenweise umgebracht wurden.“
Von 1948 bis 1949 war Globke Vizepräsident des Landesrechnungshofs Nordrhein-Westfalen.

### Globke in der Adenauer-Ära (1949 bis 1963)

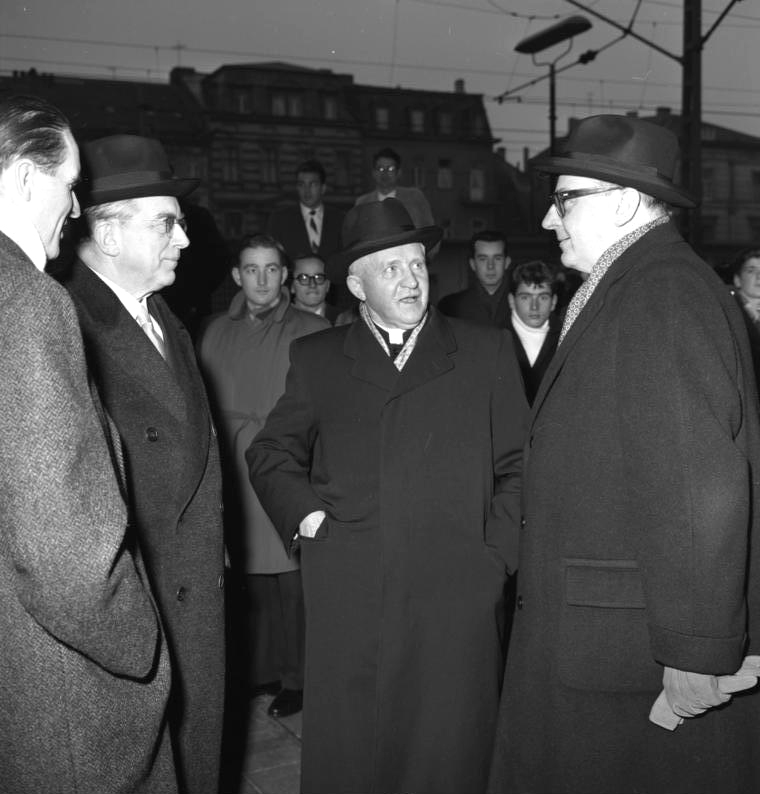
Bahnhof Bonn, Verabschiedung des Apostolischen Nuntius, 1959

In Westdeutschland konnte Globke seine Karriere als Beamter im Höheren Dienst fortsetzen. Unter Konrad Adenauer wurde er am 26. September 1949 im Bundeskanzleramt zum Ministerialdirigenten sowie 1950 als Leiter der Hauptabteilung für innere Angelegenheiten zum Ministerialdirektor ernannt und stieg 1953 als Nachfolger des in den Bundestag gewählten Otto Lenz zum Staatssekretär und Chef des Bundeskanzleramtes auf. In dieser Funktion war er Mitglied des engsten Führungszirkels um Adenauer und dessen engster Vertrauter. Im Schatten des Bundeskanzlers zog Globke im Hintergrund die Fäden und galt als wichtiger Stützpfeiler von Adenauers „Kanzlerdemokratie“.
Dass Globke am 26. September 1949 im Bundeskanzleramt tätig wurde, stieß vor dem Hintergrund seiner Kommentierung der nationalsozialistischen Rassengesetzgebung auf öffentliche Kritik. Im amerikanischen Hochkommissariat gab es Unbehagen, aber Adenauer setzte Globkes Ernennung durch. Gegenüber Kritik im deutschen Bundestag behauptete Adenauer unzutreffender Weise, Globkes Angelegenheit sei „von den Besatzungsbehörden auf das Minutiöseste durchgeprüft“ worden. Adenauer gab damit, so Historiker Klaus-Dietmar Henke, ein Integrationssignal an Tausende viel weniger kompromittierte Funktionseliten des NS-Staates und sicherte sich zugleich die Loyalität Globkes. Die Organisation Gehlen baute ein enges Verhältnis zu Globke auf und wurde, so Henke, „zu seinem vergangenheitspolitischen Schutzschild“ gegen Angriffe aus dem In- und Ausland oder zur Beschaffung potenziell belastender Unterlagen.
Globkes Aufgaben ergaben sich aus der bis heute unveränderten Regelung in § 7 der Geschäftsordnung der Bundesregierung (GOBReg), wonach der Staatssekretär des Bundeskanzleramtes zugleich die Geschäfte eines Staatssekretärs der Bundesregierung wahrnimmt. In dieser Position beeinflusste Globke die Regierungspolitik maßgeblich. Während der 2. Legislaturperiode Adenauers leitete er die Überführung der NS-belasteten Organisation Gehlen (OG) in den Bundesnachrichtendienst. Globke war Reinhard Gehlens unmittelbarer Draht zum Bundeskanzler und bat Gehlen bereits Anfang 1951 zur Berücksichtigung der innenpolitischen Lage. Gehlen setzte, von Adenauer ermuntert, Sonderverbindungen und V-Leute gegen SPD, FDP und eigenständige CDU-Politiker ein. Globke, urteilt Henke, „war der verschwiegene Helfer beim innenpolitischen Missbrauch des Auslandsnachrichtendienstes. Er lebte mit Gehlen in einer machtpolitischen Symbiose zu beiderseitigem Nutzen und zur Machtsicherung des Gründungskanzlers der Bundesrepublik Deutschland.“
Adenauer holte auf gemeinsamen Spaziergängen im Garten des Kanzleramtes seinen Rat bei wichtigen politischen Entscheidungen ein, etwa zu den Notstandsgesetzen. Globke machte Adenauer Personalvorschläge für die Ministerien und überwachte deren Linientreue, u. a. durch die von ihm geschaffenen Spiegel-Referate im Kanzleramt; er pflegte den engen Kontakt zur CDU/CSU-Bundestagsfraktion, insbesondere durch seine gute Beziehung zum CDU-Fraktionsvorsitzenden Heinrich Krone; er war als „heimlicher Generalsekretär“ der CDU die zentrale Kontaktstelle, um das Gehör des Kanzlers zu erhalten, und er verwaltete maßgeblich die Wirtschaftsspenden der CDU, die über die „Staatsbürgerliche Vereinigung“ flossen.
1958 verfasste Globke den sogenannten Globke-Plan, der sich mit einer möglichen Durchführung der Wiedervereinigung befasste.
Im Wahlkampf 1961 gegen den später (1969) gewählten Bundeskanzler Willy Brandt machte Globke laut CIA-Dokumenten Brandt das Angebot, aus dessen Exilzeit resultierende vorgebliche Vaterlandsverratsvorwürfe nicht zum Wahlkampfthema zu machen, vorausgesetzt, die SPD würde das Thema Globke nicht verwenden. Brandt soll – so die Unterlagen – auf den Vorschlag eingegangen sein.

### Nach der Pensionierung (1963)
Mit Erreichen der Altersgrenze am 1. Oktober 1963 trat Globke in den Ruhestand. Am 15. Oktober, an dem auch Adenauer aus dem Amt schied, wurde ihm auf dessen Vorschlag von Bundespräsident Heinrich Lübke das Großkreuz des Verdienstordens der Bundesrepublik Deutschland verliehen.
Er blieb weiterhin für Adenauer beratend aktiv. So war er im Hintergrund in dessen erfolglose Bemühungen eingebunden, Ludwig Erhard 1966 als Nachfolger Adenauers im Amt des Bundesvorsitzenden der CDU zu verhindern. Nach der Bundestagswahl 1969 war er an dem Beschluss zur Gründung eines Informationsdienstes für die zur Opposition gewordene CDU/CSU, den Stauffenberg-Dienst, beteiligt.
Nach der Pensionierung wollte Globke in die Schweiz übersiedeln, wo seine Frau Augusta 1957 in Chardonne VD am Genfersee ein Grundstück gekauft hatte und eine Villa hatte erbauen lassen. Im Herbst 1963 verweigerte das Parlament des Kantons Waadt Globke jedoch die Aufenthaltsgenehmigung. Dieser verpflichtete sich darauf 1964, „jede räumliche und künftige Verbindung mit der Schweiz abzubrechen“. Der Schweizer Bundespräsident Ludwig von Moos sagte vor dem Nationalrat, „angesichts dieser Erklärung“ habe die Regierung „vom Erlass einer Einreisesperre“ Abstand genommen.

### Tod (1973)
Globke starb nach schwerer Krankheit am 13. Februar 1973. Er wurde auf dem Zentralfriedhof Bad Godesberg in Bonn-Plittersdorf beigesetzt.

## Diskussion um Globkes NS-Vergangenheit

### Politische Debatte
Dass ein Mann wie Globke schon kurz nach Gründung der Bundesrepublik wieder eine führende Rolle in der deutschen Politik spielte, löste eine erbittert geführte Debatte im Deutschen Bundestag aus. Am 12. Juli 1950 zitierte dabei Adolf Arndt, der rechtspolitische Sprecher der SPD, aus den Kommentaren zu den Nürnberger Gesetzen u. a. eine Passage, in der Globke diskutierte, ob nicht auch die im Ausland begangene „Rassenschande“ bestraft werden könne. Bundesinnenminister Gustav Heinemann, der damals noch der CDU angehörte, verwies in seiner Antwort auf das entlastende Leumundszeugnis des Nürnberger Anklägers Robert Kempner, dem Globke mit seiner Aussagebereitschaft gedient hatte. Obwohl Globke wegen seiner NS-Vergangenheit umstritten war, hielt Adenauer bis zum Ende seiner Amtszeit 1963 an ihm fest. Einerseits kommentierte er die Debatte um Globkes Beteiligung an der Ausarbeitung der Nürnberger Rassegesetze mit den Worten „Man schüttet kein schmutziges Wasser weg, solange man kein sauberes hat“, andererseits erklärte er am 25. März 1956 in einem Zeitungsinterview, Behauptungen, sein enger Mitarbeiter sei ein eifriger Gehilfe der Nationalsozialisten gewesen, entbehrten jeder Grundlage. Viele Personen, auch aus den Reihen der katholischen Kirche, bescheinigten Globke, er habe sich mehrfach für verfolgte Personen eingesetzt. Ein einflussreicher Unterstützer Globkes war der Zeit-Verleger Gerd Bucerius, der 1960 dessen Rolle als Gesetzkommentator relativierte und ihn öffentlich „unanfechtbar“ nannte.
Nach Ansicht des Journalisten Harald Jähner führte die Weiterverwendung Globkes zu „schändlichen staatlichen Maßnahmen der Strafvereitelung und Justizbehinderung“ und boten der DDR immer wieder willkommenen Anlass, die Bundesrepublik als „faschistisch“ zu bezeichnen. Insbesondere nach 1960, als der israelische Geheimdienst Mossad in Argentinien Adolf Eichmann aufspürte, erwies sich das Festhalten an Globke zunehmend als Belastung für die Regierung Adenauer. Eichmann hatte in Buenos Aires bei Mercedes-Benz gearbeitet, und dem BND war sein Aufenthaltsort seit 1952 bekannt. Ob auch Globke schon Ende der 1950er Jahre wusste, wo Eichmann sich aufhielt, war noch 2013 Gegenstand politischer Debatten.

### Ermittlungsverfahren in Westdeutschland
Der ehemalige Verwaltungsoffizier der Heeresgruppe E in Saloniki Max Merten hatte Globke als mitverantwortlich für den Holocaust in Griechenland schwer belastet. Ein dazu von dem hessischen Generalstaatsanwalt Fritz Bauer in Frankfurt am Main im Jahr 1960 begonnenes Ermittlungsverfahren gegen Globke wurde im Mai 1961 nach Intervention des Kanzlers Konrad Adenauer an die Staatsanwaltschaft Bonn abgegeben und dort mangels hinreichenden Tatverdachts eingestellt. Bauers Vorermittlungen setzten ein, als ihm bekannt wurde, dass Globke die Rettung von 20.000 Juden in Saloniki verhindert haben sollte. Adolf Eichmann soll damals das Reichsinnenministerium kontaktiert und Globke um die Erlaubnis zum Abtransport der Juden in Vernichtungslager gebeten haben.

### Globke-Prozess in Ost-Berlin

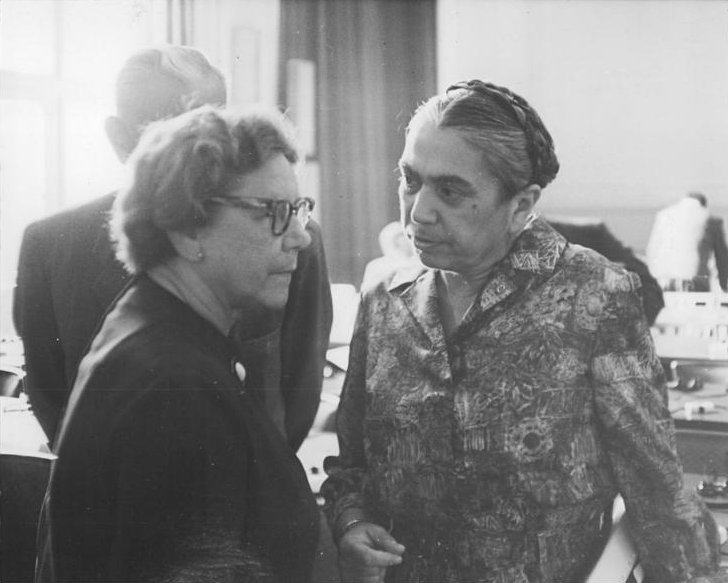
Hilde Benjamin (rechts) und Friedel Malter beobachten den zweiten Prozesstag gegen Hans Globke

Anfang der 1960er Jahre kam es in der DDR zu einer großen, von dem Politbüro-Mitglied Albert Norden geleiteten Kampagne gegen den so bezeichneten „Verfasser der Nürnberger Blutgesetze“ sowie „Hetzer und Organisator der Judenverfolgungen“. Ihr Ziel war es, Globke Kontakte mit Adolf Eichmann nachzuweisen. In einer Aktennotiz von 1961 hielt Norden fest, dass dafür „in Zusammenarbeit mit Erich Mielke bestimmte Materialien besorgt bzw. hergestellt werden sollten. Wir brauchen unbedingt ein Dokument, das in irgend einer Form die direkte Zusammenarbeit Eichmanns mit Globke beweist.“
Im Juli 1963 eröffnete das Oberste Gericht der DDR unter Vorsitz von Gerichtspräsident Heinrich Toeplitz den Globke-Prozess, einen Schauprozess, in dem es nicht um Wahrheitsfindung ging, sondern darum, propagandistisch der Bundesrepublik ihre nationalsozialistische Vergangenheit vorzuhalten und den eigenen antifaschistischen Gründungsmythos zu betonen. Das Gericht verurteilte Globke in Abwesenheit „wegen in Mittäterschaft begangener fortgesetzter Kriegsverbrechen und Verbrechen gegen die Menschlichkeit in teilweiser Tateinheit mit Mord“ zu lebenslangem Zuchthaus. In dem Prozess und in der umfangreichen Urteilsbegründung versuchte das Gericht, die angebliche „Wesensgleichheit des Bonner Regimes“ mit dem Terrorstaat Hitlers nachzuweisen.

### Wissenschaftliche Untersuchung
Im Jahr 1961 erschien im zu Bertelsmann gehörenden Rütten & Loening Verlag (West) Reinhard-M. Streckers Buch Dr. Hans Globke – Aktenauszüge, Dokumente, das auf Recherchen Streckers in polnischen und tschechischen Archiven beruhte. Globke versuchte, die weitere Veröffentlichung gerichtlich zu verhindern. Der Bundesnachrichtendienst, damals noch unter der Führung des NS-belasteten ehemaligen Generals der Wehrmacht Reinhard Gehlen, soll 50.000 Mark investiert haben, um das Buch schnellstmöglich vom Markt zu nehmen. Aufgrund zweier unwesentlicher Fehler kam es zu einem Prozessvergleich, in dem Bertelsmann sich einverstanden erklärte, auf weitere Auflagen zu verzichten. Dem sollen Drohungen Bonns vorausgegangen sein, andernfalls keine Bücher des Bertelsmann-Verlages mehr für amtliche Stellen zu erwerben. Seit Januar 2021 ist eine historische Kopie der Originalausgabe aus dem Rütten & Loening Verlag Hamburg unter dem Titel Dr. Hans Globke. Aktenauszüge, Dokumente. Herausgegeben von Reinhard-M. Strecker online verfügbar. Sie ist Teil des neuen Dossiers Schreibtischtäter Globke, das die Internetplattform FragDenStaat am 22. Januar 2021 veröffentlichte. Zu dem Dossier zur Nazi-Vergangenheit des Kanzleramtschefs gehört auch die zweibändige Personalakte Globkes aus dem Bestand des Bundesarchivs, die FragDenStaat nach eigener Angabe erstmals öffentlich zugänglich macht.
Im Juni 2006 wurde bekannt, dass die Regierung Adenauer den US-Geheimdienst CIA im März 1958 über den Aufenthaltsort Adolf Eichmanns informiert hatte. Dem US-amerikanischen Historiker Timothy Naftali zufolge sorgte sie aber durch Kontakte auf höchster Ebene gleichzeitig dafür, dass die CIA dieses Wissen nicht nutzte. Weder die Bundesregierung noch die CIA informierten Israel über die neuen Kenntnisse. Naftali vermutet, dass Adenauer so eine direkte Belastung Globkes durch Eichmann verhindern wollte. Eichmann hatte zuvor dem niederländischen Journalisten und ehemaligen SS-Mann Willem Sassen umfangreiche Interviews gegeben, aus denen seine Memoiren entstehen sollten. Seit 1957 waren Sassens Versuche, dieses Material an das US-amerikanische Magazin Life zu verkaufen, vergeblich geblieben. Das änderte sich mit Eichmanns spektakulärer Entführung durch den Mossad im Mai 1960 – die durch einen inoffiziellen Hinweis des hessischen Generalstaatsanwaltes Fritz Bauer ermöglicht worden war – und mit der Vorbereitung des Eichmann-Prozesses in Israel. Life veröffentlichte nun in zwei Artikeln, am 28. November und 5. Dezember 1960, Auszüge aus Sassens Material über Eichmann. Die Tantiemen wollte dessen Familie für seine Verteidigung verwenden. Allerdings hatte die Bundesregierung, die ohnehin über die Ost-Berliner Kampagne beunruhigt war, zuvor die CIA eingeschaltet und so erreicht, dass jeder Hinweis auf Globke aus den Life-Artikeln gestrichen wurde. CIA-Chef Allen Dulles hielt in einem internen Memo vom 20. September 1960 fest: „Gesamtes Material wurde gelesen. Eine unklare Erwähnung von Globke, die Life auf unsere Forderung hin wegläßt.“
2009 erschien im Campus-Verlag eine Monographie des Historikers Erik Lommatzsch, für die er den Nachlass Globkes im Archiv der Konrad-Adenauer-Stiftung hatte auswerten können. Globkes tatsächliches Verhältnis zum Nationalsozialismus sowie sein Einfluss auf die Regierung Adenauers werden darin jedoch nicht wirklich geklärt, was laut Rezensent Hans-Heinrich Jansen „[a]ngesichts der in vielen zentralen Fragen letztlich dann doch dürftigen Quellenlage“ nicht abschließend möglich sei. Auch die Hintergründe der DDR-Kampagne gegen Globke bleiben weitgehend im Dunkeln; allerdings war dieser Aspekt der Globke-Biographie von Lommatzsch ohnehin nur als Exkurs vorgesehen, da er eine separate Behandlung erfordert. Jedoch zeigt Lommatzsch an einer Reihe von Beispielen auf, dass Globke sich tatsächlich für Verfolgte eingesetzt habe, sein Kommentar zu den Nürnberger Gesetzen vom Ziel getragen sei, die Regelungen zu entschärfen, und er in der Nachkriegszeit nicht die beherrschende Rolle gespielt habe, die ihm von Adenauergegnern unterstellt worden sei.
Der Historiker Wolfgang Benz urteilt, Globke sei zwar „kein Nationalsozialist und kein Antisemit gewesen“, habe „aber im Sinne des NS-Regimes funktioniert und sich durch sachkompetente Mitwirkung am System der Judenverfolgung mitschuldig gemacht“.

## Ehrungen

### Vor 1945
- Ehrenkreuz für Frontkämpfer (1934)[80]
- Medaille zur Erinnerung an den 13. März 1938 (1938)
- Medaille zur Erinnerung an den 1. Oktober 1938 (1939)
- Silbernes Treudienstehrenzeichen (1941)[81]
- Kriegsverdienstkreuz 2. Klasse (1942)
- Komturkreuz des Ordens Stern von Rumänien (1942)[82]

### Nach 1945
- Großes Goldenes Ehrenzeichen am Bande für Verdienste um die Republik Österreich (1956)[83] (Wegen des Falls Globke wird 2018 in Österreich – erstmals überhaupt – auf Initiative und jahrelangem Betreiben[84] des Grazer Journalisten Christian Weniger über die Aberkennung von Ehrenzeichen diskutiert, wofür eine Gesetzesänderung notwendig wäre. Helmut Konrad und andere Zeithistoriker richteten im Juli 2018 und erneut im Juli 2020 eine entsprechende Petition an die Bundesregierung sowie an Bundespräsident Alexander Van der Bellen, der die Aberkennung als „richtig und notwendig“ bezeichnete.)[85][86] Im Oktober 2023 wurde die Aberkennung von Ehrenzeichen schließlich ermöglicht.[87][88] Am 24. Mai 2024 wurde berichtet, dass das 1956 verliehene Ehrenzeichen durch Bundespräsident Alexander Van der Bellen aberkannt worden ist.[89]
- Großkreuz des Verdienstordens der Italienischen Republik (1956)[90]
- Großkreuz zum Orden der Eichenkrone des Großherzogtums Luxemburg (1957)[91]
- Großes Verdienstkreuz mit Stern und Schulterband des Verdienstordens der Bundesrepublik (1959)
- Großkreuz des portugiesischen Christusordens (1960)[92]
- Großkreuz des Verdienstordens der Bundesrepublik Deutschland (1963)

Ein Porträt von Hans Globke hängt bis heute im Bundeskanzleramt.

## Veröffentlichungen
- Die Immunität der Mitglieder des Reichstags und der Landtage. Dissertation. Universität Gießen, 1923.
- Volksbegehren und Volksentscheid. Berliner Aktien-Gesellschaft f. Druck u. Verlag, Berlin 1931. Staatsbürgerliche Bildung, Heft 1.
- Die Namensänderung auf Grund der preußischen Verordnung vom 3. November 1919 und der übrigen einschlägigen Bestimmungen. R. Müller, Eberswalde-Berlin 1934 (mit Walter Kriege und Fritz Opitz).
- Reichsbürgergesetz vom 15. September 1935. Gesetz zum Schutze des deutschen Blutes und der deutschen Ehre vom 15. September 1935. Gesetz zum Schutze der Erbgesundheit des deutschen Volkes (Ehegesundheitsgesetz) vom 18. Oktober 1935. Nebst allen Ausführungsvorschriften und den einschlägigen Gesetzen und Verordnungen. Beck, München/Berlin 1936 (erläutert mit Wilhelm Stuckart)[94]
- Der deutsch-litauische Vertrag über die Staatsangehörigkeit der Memelländer. In: Zeitschrift für osteuropäisches Recht, N.F., Jg. 6 (1939/1940), S. 105–113.
- Der Zusatzvertrag zum deutsch-slowakischen Staatsangehörigkeitsvertrag. In: Zeitschrift für osteuropäisches Recht, N.F., Jg. 8 (1941/1942), S. 278–283.
- Die Staatsangehörigkeit der Volksdeutschen Umsiedler aus Ost- und Südosteuropa. In: Zeitschrift für Osteuropäisches Recht. Januar 1943, S. 1–26.

## Literatur

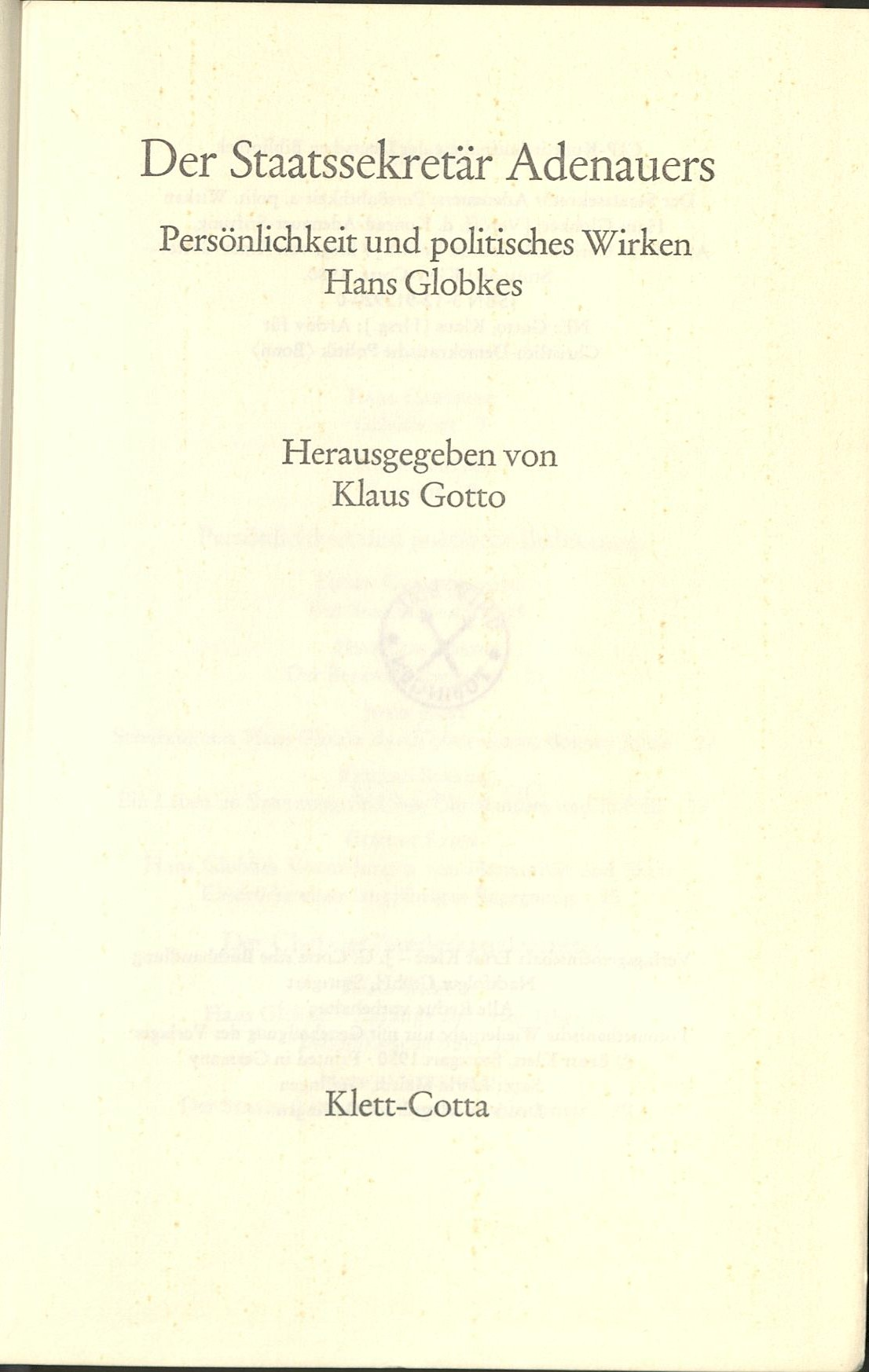
Herausgeber Klaus Gotto (1980). Mit Entlastungsschreiben.

## Dokumentationen
- Walter Heynowski: Globke heute, DEFA-Studio für Dokumentarfilme, 1963[97]
- Jürgen Bevers, Bernhard Pfletschinger: Der Mann hinter Adenauer: Hans Maria Globke. Dokumentarfilm, WDR/ARTE, 52 Min., Deutschland 2008.[98]
- Jean-Michel Meurice: Schwarze Kassen. (Originaltitel: Le Système Octogon) Dokumentarfilm, ARTE France, Maha und Anthracite, 70 Min., Frankreich 2008.